# Kunming
Kunming (uttalas [kʰunmiŋ]) är en stad på prefekturnivå i södra Kina, sydväst om Chongqing. Den är huvudstad i provinsen Yunnan och hade 8,46 miljoner invånare vid senaste folkräkningen (2020).

## Geografi
Kunming ligger på en högplatå, cirka 1 900 meter över havet. Staden kallas ofta för den eviga vårens stad, då det aldrig är för varmt eller för kallt där. Staden har traditionellt varit centrum för handeln med tenn, koppar, ädelstenar, hudar, te och salt. 

## Historia
De flesta historiker tror att "Kunming" var namnet på en stam som levde i den sydvästra delen av Yunnanprovinsen. Det var inte förrän Tangdynastin som Kunming blev namnet på en plats. 
Runt 30 000 år sen började människor bo runt Dianchisjön, men civilizationen i Dianchiregionen tros ha funnits i 3 000 år. Staden byggdes mer än 2 200 år sen och bär på en rik kulturell historia. Kunming är därför en av de första 24 historiska och kulturella städerna som blev erkänd och tillkännagiven av statsrådet. 
Under de stridande staterna mellan 475 och 221 efter vår tideräkning samt tidig östra Handynasti började ett folk känt som Dianren etablera staten Dian vid Dianchisjön och bilda den unika Diankulturen. 109 före vår tideräkning var Dianchiregionen sammankopplad med de centrala fälten under den gula floden som utgjorde "det centrala Kina" av den västra handynastin. 765 byggde Nanzhaoriket upp den östra sidan av staden, vilket markerade början till Kunmings historia. Kunming blev utnämnt huvudstad över Yunnanprovinsen år 1276. Senare under den stora delen av Mingdynastin mellan 1368 och 1644 skulle Kunming attrahera många invandrare. Under tidig Qingdynasti mellan 1644 och 1911 såg Li Dingguo till, ledare över flera bondeuppror, tillsammans med härskaren Yongli och Wu Sangui att etablera flera regeringar och palats i området. 
Kunming utvecklades till en handelsport 1905 och med fullbordandet av en järnvägsförbindelse med det franska Indokina 1910 öppnade sig Kunming för resten av världen. Detta gjorde att staden kunde växa betydligt under början av 1900-talet. En kommunal regering bildades den 1 augusti 1928 i staden. Under det andra kinesisk-japanska kriget var Kunming ett välkänt fort för demokrati och bidrog mycket till Kinas ekonomi, kultur och militär.
Kunming, som ligger vid Burmavägen, var under andra världskriget högkvarter för de amerikanska styrkor, som understödde Kuomintang-regeringen i Chongqing, samt hade då en amerikansk flygbas.
Den 21 juli 2008 omkom minst tre människor och omkring 14 skadades då bomber exploderade på två stadsbussar i staden. Den 26 juli tog sig en organisation som kallade sig Turkmenistans islamska parti på sig dåden.

## Klimat
Uppmätta normala temperaturer och -nederbörd i Kunming:
|                                            | Jan  | Feb  | Mar  | Apr  | Maj  | Jun  | Jul  | Aug  | Sep  | Okt  | Nov  | Dec  |
| ------------------------------------------ | ---- | ---- | ---- | ---- | ---- | ---- | ---- | ---- | ---- | ---- | ---- | ---- |
| Normaldygnets maximitemperaturs medelvärde | 15,4 | 17,2 | 20,7 | 23,8 | 24,4 | 24,1 | 24,0 | 24,1 | 22,7 | 20,5 | 17,5 | 15,1 |
| Normaldygnets minimitemperaturs medelvärde | 2,3  | 3,6  | 6,4  | 10,1 | 14,3 | 16,7 | 16,9 | 16,2 | 14,6 | 11,9 | 7,3  | 3,1  |
|                                            |      |      |      |      |      |      |      |      |      |      |      |      |
| Nederbörd                                  | 16   | 16   | 20   | 24   | 97   | 181  | 202  | 204  | 119  | 79   | 42   | 11   |

| Diagram | temperaturer i °C • månadsnederbörd i mm | temperaturer i °C • månadsnederbörd i mm | temperaturer i °C • månadsnederbörd i mm | temperaturer i °C • månadsnederbörd i mm | temperaturer i °C • månadsnederbörd i mm | temperaturer i °C • månadsnederbörd i mm | temperaturer i °C • månadsnederbörd i mm | temperaturer i °C • månadsnederbörd i mm | temperaturer i °C • månadsnederbörd i mm | temperaturer i °C • månadsnederbörd i mm | temperaturer i °C • månadsnederbörd i mm | temperaturer i °C • månadsnederbörd i mm |
|         | 16 15 2                                  | 16 17 4                                  | 20 21 6                                  | 24 10                                    | 97 24 14                                 | 181 24 17                                | 202 24 17                                | 204 24 16                                | 119 23 15                                | 79 21 12                                 | 42 18 7                                  | 11 15 3                                  |

## Militär betydelse
I Kunming finns högkvarteret för "Bas 53", en av den Andra artillerikårens sex divisioner. 

## Utbildning och forskning
Kunming är ett stort center för utbildning och kultur i den sydvästra regionen av Kina, med flera universitet, medicinska och utbildningsvetenskapligahögskolor, tekniska skolor och vetenskapliga forskningsinstitut.
Tillsammans har staden mer än 300 vetenskapliga forskningsinstitut där 450 000 forskare och ingenjörer arbetar. Inkluderat 68 500 personer med senior-professionella titlar. 1995 lyckades staden uppnå 60 vetenskapliga fynd, en nådde upp till "avancerad internationell standard", 17 "avancerad inhemsk standard" och 21 "avancerad provinsiell standard". 

## Administrativ indelning
Kunming indelas i sex stadsdistrikt, fyra härad, tre autonoma härad och en stad på häradsnivå:
- Stadsdistriktet Panlong (盘龙区), 339,79 km², cirka 600 000 invånare (2004);
- Stadsdistriktet Wuhua (五华区), 397,86 km², cirka 810 000 invånare (2004);
- Stadsdistriktet Guandu (官渡区), 552,2 km², cirka 750 000 invånare (2004);
- Stadsdistriktet Xishan (西山区), 791,14 km², cirka 850 000 invånare (2004);
- Stadsdistriktet Dongchuan (东川区), 1.858,79 km², cirka 300 000 invånare (2002);
- Stadsdistriktet Chenggong (呈贡区), 541 km², cirka 160 000 invånare (2002);
- Häradet Jinning (晋宁县), 1 391 km², cirka 270 000 invånare (2002);
- Häradet Fumin (富民县), 1 030 km², cirka 140 000 invånare (2002);
- Häradet Yiliang (宜良县), 1 880 km², cirka 400 000 invånare (2002);
- Häradet Songming (嵩明县), 1 442 km², cirka 340 000 invånare (2002);
- Det autonoma häradet Shilin för yi-folket (石林彝族自治县), 1 777 km², cirka 230 000 invånare (2003);
- Det autonoma häradet Luquan för yi- och miao-folken (禄劝彝族苗族自治县), 4 378 km², cirka 450 000 invånare (2002);
- Det autonoma häradet Xundian för huikineser och yi-folket (寻甸回族彝族自治县), 3 966 km², cirka 500 000 invånare (2002);
- Staden Anning (安宁市), 1 313 km², cirka 260 000 invånare (2002).